# 杨超越
杨超越（1998年7月31日—），白族，江苏省盐城市大丰区人，中国大陆女演員、歌手，女粉絲名為「月芽」，男粉絲名為「村民」，應援色為青春紫（#CBA7F9）。2018年4月以上海闻澜旗下CH2女团成员身份参加腾讯视频选秀节目《创造101》而引发热议，于同年6月以票选第三名出道成为限定组合火箭少女101成员。2020年6月23日限定組合火箭少女101到期解散，目前以个人身份进行演艺活动。杨超越自正式出道以来在歌曲和影视领域已发行多部作品，女团时期多以歌曲、随团演出为主，女团毕业后多影视作品。2018年12月被《中国新闻周刊》评选为影响中国2018年度演艺人物，2019年1月被评为《人物》杂志2018年度面孔之一。2019年8月，首次入选2019年福布斯中国名人榜并位列第58名。

## 经历

### 早年生活
杨超越生长于江蘇省鹽城市大豐區的一个农村家庭。12岁时杨超越父母离异，便开始与父亲相依为命。初中毕业后开始打工以减轻家庭负担，曾从事過縫紉廠女工、餐廳服務員等工作。

### 演艺事业
2016年，杨超越在上海被2000元人民币包吃包住的招募广告所吸引，报名参加了由闻澜文化举办的全国高校偶像选拔赛，随后她被主办方选为40强接受为期1个月的集训。在11月26日决赛中杨超越并没有进入10强，但是因为前10名中有三人退出，于是杨超越以人气第一作为替补选手入选，与其他人组成临时组合「球球宝贝」。
2017年2月15日，闻澜（上海）文化传媒有限公司宣布「球球宝贝」中的8名成员正式组成「CH2高校偶像女团」，并开始发行单曲但此时她仍未正式出道。成团以后，除了日常的唱跳训练以外，杨超越也会和团里其他姐妹一起来参加一些游戏的推广、网络平台的直播、街头或年会的走秀表演和小型综艺节目的录制。
2018年，参加腾讯视频举办的《创造101》。在首期节目中，因称自己是“全村的希望”，被黄子韬称为“村花”。在当期节目中的首次等级评定考核中经导师商议以“有观众缘”为由将其划分为C组。6月23日，她在《创造101》总决赛中取得了总排名第三的成绩，并以「火箭少女101」组合成员的身份出道。9月23日，发表第一首个人单曲《跟着我一起》，这首歌曲是京都念慈庵的推广曲。11月，杨超越参加腾讯视频体育竞技真人秀节目《超新星全运会》，最终收获了两枚金牌和一枚银牌。同月7日，她首次跨入影视界，参演古装剧《长安诺》；15日，发表第二首个人单曲《冲鸭冲鸭》，这首歌是盛大“光明勇士”手游主题曲；25日，发表第三首个人单曲《招财进宝》，该曲由张旭、崔博和翟剑作词张旭作曲，这首歌是电影《武林怪兽》的贺岁主题曲。12月31日，与火箭少女101其余成员参加《湖南卫视2018－2019跨年演唱会》。
2019年1月，以固定嘉宾身份参加芒果TV真人秀节目《哈哈农夫》。3月16日，杨超越作为官方助力大使出席2019年国际篮联篮球世界杯正赛抽签仪式。4月，参演古装剧《将夜2》，饰演天地之神昊天。2019年8月，杨超越入选2019年度福布斯中国名人榜位列第58名。
2020年1月4日，以“長城磚員”身份參加的長城文化體驗類節目《了不起的長城》在北京衛視開播；1月11日，隨火箭少女101受邀參加微博之夜 ；9月10日，参演的古裝架空宫廷劇《长安诺》在騰訊視頻播出。；1月25日，隨火箭少女101參加《2020年北京衛視春節聯歡晚會》。6月23日，限定組合火箭少女101正式解散，24日，杨超越将其新浪微博名改为本名、将微博认证改为“演员、歌手杨超越”并成立个人工作室。11月24日，杨超越被列入上海自贸区临港新片区《2020年第五批特殊人才引进情况的公示》名单，其申报单位为上海简越文化传播有限公司。
2024年，随着主演《如果奔跑是我的人生》以及客串的《墨雨云间》播出大火后，开始参演话剧，并开启《你好，疯子！超越青春版》全国巡演。

## 音乐作品

### 個人單曲
| 發行日期      | 歌曲名稱 | 作詞         | 作曲    | 備註                                      |
| ------------- | -------- | ------------ | ------- | ----------------------------------------- |
| 2019年7月12日 | O.O      | 严艺丹(中文) | R.Kracy | 火箭少女101第二張專輯《立風》成員個人單曲 |

### 影視單曲
| 發行日期       | 歌曲名稱 | 作詞               | 作曲   | 備註                          | 合作   |
| -------------- | -------- | ------------------ | ------ | ----------------------------- | ------ |
| 2018年11月27日 | 招财进宝 | 张旭 / 崔博 / 翟劍 | 张旭   | 电影《武林怪兽》贺岁主题曲    |        |
| 2020年8月31日  | 小红象   | 鲁迅               | 赵英俊 | 网络剧《仲夏满天心》插曲      |        |
| 2022年6月14日  | 红尘伴   | 刘兆伦             | 刘兆伦 | 电视剧《说英雄谁是英雄》 插曲 | 曾舜晞 |

### 廣告單曲
| 發行日期       | 歌曲名稱   | 作詞   | 作曲   | 備註                                    |
| -------------- | ---------- | ------ | ------ | --------------------------------------- |
| 2018年9月23日  | 跟着我一起 | 殷巧兒 | 曾慶欣 | 「京都念慈菴」养肺主题曲 (中國內地地區) |
| 2018年11月15日 | 冲鸭冲鸭   | 壹壹   | 邹梓骅 | 盛大「光明勇士」手游主题曲              |

## 影视作品

### 电视剧
| 首播年度 | 播出平台        | 戲劇名稱           | 角色      | 合作演员                                      | 备注           |
| -------- | --------------- | ------------------ | --------- | --------------------------------------------- | -------------- |
| 2019年   | 腾讯视频 芒果TV | 极限17：羽你同行   | 小娜      | 梁靖康、祝子杰                                | 单元剧，女主角 |
| 2020年   | 腾讯视频        | 将夜2              | 昊天      | 王鹤棣、宋伊人                                | 特别出演       |
| 2020年   | 騰訊視頻        | 且听凤鸣           | 凤舞 孟媛 | 徐开骋                                        | 领衔主演       |
| 2020年   | 騰訊視頻        | 仲夏满天心         | 洛天然    | 许魏洲、施诗、李嘉铭                          | 主演           |
| 2020年   | 腾讯视频        | 长安诺             | 董若萱    | 成毅、赵樱子、韩栋、梁婧娴、韩承羽            | 特别出演       |
| 2021年   | CCTV-8/东方卫视 | 理想之城           | 杜鹃      | 孙俪、赵又廷 陈明昊、高叶、李传缨、张澍、钱漪 | 特别出演       |
| 2022年   | 騰訊視頻        | 说英雄谁是英雄     | 温柔      | 曾舜晞、劉宇寧                                | 领衔主演       |
| 2022年   | 东方卫视        | 家有姐妹           | 方向      | 柳岩、范明                                    | 女主角         |
| 2023年   | 騰訊視頻        | 重紫               | 重紫      | 徐正溪、鄧為                                  | 女主角         |
| 2023年   | 爱奇艺          | 今日宜加油         | 新吳意美  | 鄭愷、陳鈺琪、王鶴棣                          | 友情出演       |
| 2023年   | 优酷            | 微雨燕双飞         | 太后      |                                               | 客串           |
| 2023年   | 湖南衛視        | 我的人間煙火       | 翟淼      | 楊洋、王楚然                                  | 客串           |
| 2023年   | 爱奇艺          | 七時吉祥           | 祥雲      | 丁禹兮                                        | 領銜主演       |
| 2024年   | CCTV-8          | 如果奔跑是我的人生 | 陳若華    | 鐘楚曦                                        | 领衔主演       |
| 2024年   | 優酷            | 墨雨云间           | 姜梨      | 吴谨言、王星越                                | 客串           |
| 待播     |                 | 喜劇之王           | 阿珍      |                                               | 女主角         |

### 电影
| 首映年度 | 戲劇名稱               | 角色   | 合作演员             | 备注     |
| -------- | ---------------------- | ------ | -------------------- | -------- |
| 2021年   | 我们的新生活之一路前行 | 陈静羽 | 潘斌龙、王迅、黄允桐 | 網絡電影 |
| 2025年   | 无名之辈：意义非凡     | 李毛毛 |                      |          |
| 待上映   | 10间敢死队             |        |                      |          |

### 綜藝節目
| 播出日期                     | 播出平台        | 节目名称              | 備註                                                             |
| ---------------------------- | --------------- | --------------------- | ---------------------------------------------------------------- |
| 2018年4月21日-6月23日        | 騰訊視頻        | 創造101               | 總決賽獲得第三名，入選火箭少女101。                              |
| 2018年8月26日-10月28日       | 騰訊視頻        | 心动的信号            | 「心动侦探团」成员                                               |
| 2018年11月1日-11月22日       | 騰訊視頻        | 超新星全运会第一季    | 「女子射箭」银牌 团体拔河金牌 「女子4×150米接力」金牌            |
| 2019年1月13日-3月3日         | 騰訊視頻        | 横冲直撞20岁第一季    | 与火箭少女101全部成员                                            |
| 2019年3月1日-5月29日         | 芒果TV 湖南衛視 | 哈哈农夫              | 「哈哈家族」成员                                                 |
| 2019年6月19日-2019年8月20日  | 騰訊視頻        | 心动的信号2           | 「心动侦探团」成员                                               |
| 2020年1月4日-2020年4月25日   | 北京卫视        | 了不起的长城          | 作为“长城砖员”加入“长城研学团”                                   |
| 2020年3月15日-6月21日        | 騰訊視頻        | 横冲直撞20岁第二季    | 与火箭少女101全部成员                                            |
| 2020年9月9日-2020年11月10日  | 騰訊視頻        | 心动的信号3           | 「心动侦探团」成员                                               |
| 2020年11月6日-2021年1月8日   | 东方卫视        | 神奇公司在哪里        | [ 56 ]                                                           |
| 2020年12月21日-2021年2月14日 | 騰訊視頻        | 平行时空遇见你        |                                                                  |
| 2021年7月4日-2021年7月11日   | 东方卫视        | 极限挑战宝藏行第二季  |                                                                  |
| 2022年5月22日-2022年7月30日  | 优酷 东方卫视   | 開播！情景喜劇        | 作為“劇組發起人”，領銜《家有姐妹》劇組參與比拼，獲得季軍         |
| 2022年6月18日-2022年9月18日  | 东方卫视        | 极限挑战第八季        | [ 57 ]                                                           |
| 2022年6月30日-2022年9月3日   | 腾讯视频        | 登录圆鱼洲            | [ 58 ]                                                           |
| 2023年1月26日-2023年2月12日  | 东方卫视        | 极限挑战宝藏行第三季  |                                                                  |
| 2023年5月12日-2023年7月14日  | 爱奇艺          | 漂亮的战斗            |                                                                  |
| 2023年8月20日-2023年9月4日   | 愛奇藝          | 100萬個約定之七時吉祥 | 与丁禹兮、星擇、林柏叡、翟向陽、張雪菡                           |
| 2023年10月20日-2023年11月9日 | 湖南衛視        | 驚喜來敲門            | 与齊思鈞、郁可唯、沈夢辰、武藝、蘇醒                             |
| 2023年11月16日-2024年1月20日 | 优酷            | 超机智青年大会        | 与秦昊、苏醒、蒲熠星                                             |
| 2024年8月15日-2023年10月31日 | 优酷            | 是好朋友的週末第二季  | 与楊迪、丁禹兮、王彥霖                                           |
| 2024年9月6日                 | 江蘇衛視        | 非來不可第二季        | 飛行嘉賓                                                         |
| 2024年9月7日                 | 優酷            | 盲盒旅行局            | 與劉學義、張碧晨、沈月、田嘉瑞、程瀟、夏之光、沙溢、何與、岳雲鵬 |

### 話劇
| 首演日期      | 播出平台   | 节目名称                   | 備註                   |
| ------------- | ---------- | -------------------------- | ---------------------- |
| 2024年7月17日 | 北京曉劇場 | 你好，瘋子（楊超越青春版） | 與朱超藝、李路琦、王煜 |

## 榮譽獎項
| 日期   | 日期     | 评选机构                              | 奖项                   | 作品    | 结果 |
| ------ | -------- | ------------------------------------- | ---------------------- | ------- | ---- |
| 2018年 | 12月15日 | 《中国新闻周刊》                      | 2018年影响中国演艺人物 | /       | 獲獎 |
| 2018年 | 12月18日 | 2018 腾讯视频星光盛典                 | 年度节目新锐之星       | /       | 獲獎 |
| 2019年 | 06月12日 | 上海国际电影电视节 互联网影视精品盛典 | 网络综艺年度个人表现   | 创造101 | 獲獎 |
| 2020年 | 12月20日 | 2020騰訊視頻星光大賞                  | 年度潛力電視劇演員     | /       | 獲獎 |
| 2023年 | 4月8日   | 东方卫视2023电视剧品质盛典            | 全媒体关注品质剧星     | /       | 獲獎 |
| 2024年 | 12月7日  | 2024爱奇艺尖叫之夜                    | 年度十佳演员           | /       | 獲獎 |

## 主要事件

### 争议
杨超越在《创造101》中被罗志祥誇有观众缘、黄子韬说要给个A，最后还是在陈嘉桦的劝告下得到了C级的评定。节目播出后杨超越获得不少网友支持而排名靠前，也引起很多网友质疑。最终杨超越于2018年6月23日以总排名第三的成绩出道，从而引发社会更大的讨论。杨超越曾因在《明日之子》节目中脱鞋被网友批评没素质。后来杨超越在搜狐访谈综艺《送一百位女孩回家2》节目中还聊到了自己在节目中的脱鞋事件，她表示“自己穿的那个高跟鞋本来就是拖鞋，自己坐的比较靠上，在后台休息的时候就放松了一下，没想到会拍到。”2018年12月，杨超越又因被《中国新闻周刊》评选为2018影响中国年度演艺人物，引发网友热议。

### 锦鲤
2018年《创造101》播出以后，杨超越作为最具话题的选手，最终以网络票选第三名的成绩出道，但杨超越在节目中却因“唱跳演艺实力不佳，不具备传统意义上成为偶像的条件却轻松躺赢晋级”而成为舆论的争议焦点，被贴上“不劳而获”的负面标签。节目结束后，杨超越的幸运经历在网友的调侃和夸张下，被赋予了锦鲤的标签。节目总决赛成绩公布后，王思聪等大V發表了关于杨超越“没实力靠哭赢得前三”“价值观不端正”等负面评论，这些负面评价在微博不断发酵，并登上当日新浪微博热搜榜。与此同时，网友也开始将杨超越头像制作成类似于“转发这条锦鲤就会……”句式的表情包，比如：“杨超越锦鲤护体”、“转发这个杨超越，科二不压线一遍过，科三动作都记得一遍过”、“转发这个杨超越，你不用努力就能考前三”、“转发这个杨超越，你什么都不用做梦想就能实现”等。在这些调侃式表情包传播过程中，杨超越作为幸运锦鲤符号开始以图片的方式在微信、微博等网络社交平台传播扩散。她的“作法”照片甚至一夜之间出现在了许多年轻人的案头，被奉为学业、事业、好运的锦鲤。对于“幸运”一说，在創造101第九期获得点赞排名第七时，杨超越曾表达过自己对于幸运的看法：“幸运会平分给每一个人，你这次可能没有那么幸运，可是下一次你一定会比别人更幸运的，或者你此刻幸运的时候，你后边也会为此付出代价的”；2019年《哈哈农夫》第六期中播出，杨超越首度正式回应被叫成锦鲤一事，直言都是巧合没有科学根据，“抓得住机会 ，你就是自己的锦鲤，抓不住就还需更加努力。不是所有的成功只是靠运气才能达到这一步，不能一概而论的用幸运这个词来抹平别人所有的努力”。

### 文献
1. ↑  风云; 风云. . 深圳青年. 2019, (4): 50. ISSN 1006-219X.
2. ↑  TEENS.  [00后“黑话”：你了解多少？]. 21世纪学生英文报高中版（高三） (21世纪英文报). 2018-09-22, (657)  [2020-03-04]. （原始内容存档于2021-08-24） （英语）. Black talk uses acronyms based on pinyin that has gone viral on social media. For example, post-00s internet users like to use “ycy” instead of the full name of Yang Chaoyue, a member of the hit Chinese talent show Produce 101.
3. ↑   (PDF) (新闻稿). 港交所. 2019-09-10  [2019-10-29]. （原始内容存档 (PDF)于2019-10-29） （中文（香港））.
4. ↑   (PDF) (新闻稿). 港交所: 11. 2019-12-11  [2020-07-07]. （原始内容存档 (PDF)于2020-07-07） （中文（香港））.
5. ↑  徐宁. . 新闻晨报. 2018-06-16: A11  [2020-03-11]. （原始内容存档于2020-03-11） （中文（中国大陆））.
6. 1 2  . 新快报社. 2019-12-20: A29  [2019-12-21]. （原始内容存档于2021-08-24）.
7. ↑  . 综艺报. 2019-01-25, 336 (02): 19  [2019-06-25]. （原始内容存档于2020-12-21）.
8. 1 2 3  侯钰莉; 上海大学新闻传播学院. . 中国报业. 2019, (08): 48–49. ISSN 1671-0029. doi:10.13854/j.cnki.cni.2019.08.023.
9. ↑  谭轶涵. . 传媒. 2019, (14): 88–91. ISSN 1009-9263.
10. ↑  傅昕源; 上海师范大学团委. . 青年学报. 2019, (02): 42–48. ISSN 2095-7947 （中文（中国大陆））.

### 來源
1. 1 2  . 中时电子报. 2018-07-03  [2018-08-06]. （原始内容存档于2018-08-07）.
2. ↑  蔡慕嘉. . 21CN娱乐 (信息时报). 2018-05-04  [2019-06-17]. （原始内容存档于2019-07-13）.
3. 1 2  李育道. . TVBS新聞網. 2018-08-12  [2018-11-19]. （原始内容存档于2021-08-24）.
4. ↑  XLZY. 麦子七 , 编. . 新浪娱乐. 2019-04-26  [2020-03-04]. （原始内容存档于2019-06-09） （中文（中国大陆））.
5. ↑  許皓婷. . ETtoday新聞雲. 2018-09-21  [2020-03-04]. （原始内容存档于2021-07-11） （中文（臺灣））.
6. ↑  于方_NX2409 (编). . 网易新闻 (网易浪潮工作室). 2019-07-26  [2020-03-04]. （原始内容存档于2019-08-14） （中文（中国大陆））.
7. 1 2  杨超越、刘雪丽.  (直播). 上海田子坊商业街: 熊猫TV.  事件发生在 15:27. 2017-08-08  [2019-04-02]. CH2高校偶像女团直播间. （原始内容 (mp4)存档于2022-03-31）. 2017年8月8日15:00～17:00，上海田子坊商业街。微信支付的合作伙伴熊猫TV找来了ZERO-G男团四位+俩女主播+CH2的杨超越和刘雪丽搞了个无现金挑战赛。
8. 1 2  . CH2-Family 微信公众号公众号：CH2成长日记. 2017-08-17  [2020-04-04]. （原始内容存档于2021-01-13）.
9. 1 2 3 4 5  . 新浪娱乐. 2018-06-08  [2018-08-04]. （原始内容存档于2018-08-04）.
10. ↑  . 凤凰新闻. 2018-05-22  [2018-05-26]. （原始内容存档于2018-06-17）.
11. ↑  洪蔚琳、何瑫. . GQ中国. 2018-06-24. （原始内容存档于2019-02-23）.
12. ↑  . 天天快报. 2018-06-05  [2019-03-01]. （原始内容存档于2021-08-24）.
13. 1 2  . 新浪. 2018-07-06  [2018-07-07]. （原始内容存档于2018-07-07）.
14. 1 2  . 搜狐. 2018-08-09  [2019-05-29]. （原始内容存档于2019-05-29）.
15. ↑  腾讯视频. . 微博. 2018-08-09  [2019-02-22]. （原始内容存档于2021-08-24）.
16. 1 2 3  . 中国新闻周刊网.   [2018-12-17]. （原始内容存档于2019-02-23）.
17. 1 2 3  . 网易新闻. 2018-12-19  [2018-12-21]. （原始内容存档于2018-12-21）.
18. 1 2 3  张盖伦. . 《科技日报》微信公众号. 2018-12-21  [2019-03-08]. （原始内容存档于2021-08-24）.
19. 1 2  . 男人窝.   [2019-01-07]. （原始内容存档于2019-03-01）.
20. 1 2  . CH2官方网站.   [2018-08-02]. （原始内容存档于2018-07-19）.
21. ↑  . 搜狐娱乐. 2018-06-24  [2018-06-30]. （原始内容存档于2018-06-30）.
22. ↑  艾修煜. . 羊城晚报. 2018-08-19  [2019-08-22]. （原始内容存档于2019-08-24） （中文（中国大陆））.
23. 1 2  新浪时尚. . fashion.sina.com.cn. 2019-08-20  [2019-08-20]. （原始内容存档于2019-08-20）.
24. 1 2  . 福布斯中国. 2019-08-20  [2019-08-20]. （原始内容存档于2019-08-20）.
25. ↑  . 人民网. 2018-05-28  [2018-08-06]. （原始内容存档于2018-08-06）.
26. ↑  . 腾讯游戏. 2016-10-31  [2018-09-01]. （原始内容存档于2018-08-28）.
27. ↑  小仓鼠1973. . 切游网. 2016-11-27  [2019-04-22]. （原始内容存档于2018-08-02） （Chinese (China)）.
28. 1 2  . 新浪电竞. 2017-03-07  [2018-05-26]. （原始内容存档于2018-06-23）.
29. ↑  . AI财经社. 2018-09-24  [2019-03-08]. （原始内容存档于2019-03-27）.
30. ↑  . 凤凰网. 2018-11-12  [2019-03-08]. （原始内容存档于2019-03-27）.
31. ↑  . 新京报. 2018-11-08  [2019-06-01]. （原始内容存档于2019-06-01）.
32. ↑  . 红网. 2018-11-16  [2019-06-01]. （原始内容存档于2019-06-01）.
33. ↑  张楠. . 扬子晚报. 2018-12-23  [2019-06-01]. （原始内容存档于2018-12-23）.
34. ↑  . 新浪. 2019-01-25  [2019-06-01]. （原始内容存档于2019-06-01）.
35. ↑  . FIBA.Basketball. FIBA. 2019-03-13  [2019-03-13]. （原始内容存档于2021-07-07） （英语）. Yang Chaoyue, a member of Chinese girl group Rocket Girls 101.
36. ↑  国际篮联篮球世界杯. . 新浪微博（机构认证号）. 2019-03-12  [2019-03-13]. （原始内容存档于2021-08-24） （中文（中国大陆））.
37. ↑  . 网易. 2019-04-01  [2019-06-01]. （原始内容存档于2021-08-24）.
38. ↑  . 新浪. 2019-05-09  [2019-06-01]. （原始内容存档于2019-06-01）.
39. 1 2  刘玮. 佟娜 , 编. . 新京报. 2019-12-19  [2019-12-21]. （原始内容存档于2019-12-21） （中文（中国大陆））.
40. 1 2  杨莲洁. 佟娜 , 编. . 新京报. 2020-01-08  [2020-02-12]. （原始内容存档于2020-02-01） （中文（中国大陆））.
41. ↑  杨莲洁. 佟娜 , 编. . 新京报网. 2020-06-23  [2020-06-23]. （原始内容存档于2020-06-24）.
42. ↑  新浪娱乐. . 新浪网. 2020-06-24  [2020-07-07]. （原始内容存档于2020-06-26） （中文（中国大陆））.
43. ↑  张静. 李跃群 , 编. . 澎湃新闻. 2020-11-24  [2020-11-24]. （原始内容存档于2021-01-20）.
44. ↑  . www.163.com. 2024-01-12  [2024-01-30]. （原始内容存档于2024-01-30）.
45. ↑  . 世界新闻网.   [2024-08-17] （中文（臺灣））.
46. ↑  . 腾讯新闻. 2024-07-18  [2024-08-17]. （原始内容存档于2024-08-17） （中文（中国大陆））.
47. ↑  . 哈尔滨新闻网.   [2024-08-17]. （原始内容存档于2024-08-17）.
48. ↑  网剧极限17. . 新浪微博（机构认证号）. 2019-03-12  [2019-03-12]. （原始内容存档于2021-08-24） （中文（中国大陆））.
49. ↑  将夜. . 微博. 2020-01-14  [2020-02-13]. （原始内容存档于2021-08-24） （中文（中国大陆））.
50. ↑  张赫. 佟娜 , 编. . 新京报网. 2019-12-30  [2020-01-05]. （原始内容存档于2019-12-30） （中文（中国大陆））.
51. ↑  黄钰涵 (编). . 中国新闻网. 2020-08-19  [2020-08-20]. （原始内容存档于2020-12-21） （中文（中国大陆））.
52. ↑  . 新京报. 2021-03-29  [2022-05-02]. （原始内容存档于2022-05-31）.
53. ↑  . 搜狐网. 东方卫视. 2022-08-16  [2022-08-26]. （原始内容存档于2022-08-26）.
54. ↑  . 光明网. 2023-02-20  [2023-05-22]. （原始内容存档于2023-02-26）.
55. ↑  . 凤凰网娱乐. 2018-11-02  [2018-11-19]. （原始内容存档于2018-11-19）.
56. ↑  刘玮. . 新京报. 2020-10-22  [2020-10-25]. （原始内容存档于2020-12-21）.
57. ↑  . 2022-06-18  [2022-08-08]. （原始内容存档于2022-08-08）.
58. ↑  . 新京报. 2022-06-29  [2022-07-07]. （原始内容存档于2022-07-07）.
59. ↑  . 腾讯. 2018-12-18  [2018-12-20]. （原始内容存档于2018-12-20）.
60. ↑  . 腾讯视频. 2018-04-22  [2018-08-02]. （原始内容存档于2018-08-02）.
61. ↑  . 新浪娱乐. 2018-06-04  [2018-08-02]. （原始内容存档于2018-06-26）.
62. ↑  白早. . 经济观察网. 2018-07-02  [2018-07-04]. （原始内容存档于2018-07-04）.
63. ↑  . 新浪娱乐. 2018-08-19  [2018-11-19]. （原始内容存档于2018-11-19）.
64. ↑  水煮娱 肥罗君. . 新浪娱乐专栏. 2018-08-21  [2018-11-19]. （原始内容存档于2018-11-19）.
65. ↑  搜狐娱乐. . 搜狐. 2018-09-26  [2018-11-19]. （原始内容存档于2018-11-19）.
66. ↑  . 新京报快评. 2018-06-25  [2018-07-04]. （原始内容存档于2018-07-04）.
67. ↑  . 中時電子報. 2018-06-24  [2018-08-06]. （原始内容存档于2018-08-07）.
68. ↑  . 腾讯网. 2018-08-12  [2019-04-19]. （原始内容存档于2019-04-19）.
69. 1 2  . TVBS新聞網. 2018-08-12  [2019-04-19]. （原始内容存档于2019-04-19）.
70. ↑  . 中华网. 2018-08-09  [2019-04-19]. （原始内容存档于2019-04-19）.
71. ↑  闫丹丹 (编). . 新华网. 2018-12-20  [2019-13-23]. （原始内容存档于2019-12-23） （中文（中国大陆））.
72. ↑  . 海峡网. 2019-03-12  [2019-04-22]. （原始内容存档于2021-07-07） （Chinese (China)）.

## 外部連結
- 官方网站
- 杨超越的新浪微博
- 杨超越的哔哩哔哩空间
- 杨超越的抖音账号
- 杨超越的小红书账号
- 杨超越在MusicBrainz上的頁面（英文）
- 杨超越在互联网电影资料库（IMDb）上的資料（英文）